# Partis politiques en Tunisie
209 partis politiques en Tunisie parmi ceux fondés en 2011 sont actifs au sein du système politique en novembre 2017. 18 d'entre eux comptent des députés à l’Assemblée des représentants du peuple et cinq disposent de plus de huit sièges dont Nidaa Tounes et Ennahdha qui occupent une position dominante.
La quasi-totalité d'entre eux ont été créés après la révolution de 2011 mais plusieurs d'entre eux ont fusionné ou intégré d'autres partis. Certains connaissent des défections, d'autres sont mort-nés et n'ont accompli aucune activité après leur autorisation.

## Histoire

### Constitution de 1959
À l'indépendance, la Tunisie possède un système politique caractérisé par un parti politique dominant, le Néo-Destour qui devient quelques années plus tard le Parti socialiste destourien, transformé après l'accès du président Zine el-Abidine Ben Ali au pouvoir, en 1987, en Rassemblement constitutionnel démocratique. Certains partis d'opposition sont autorisés mais ne sont pas en mesure de prendre le pouvoir.
À l'indépendance, la Tunisie possède un système politique caractérisé par un parti politique dominant, le Rassemblement constitutionnel démocratique, héritier du mouvement indépendantiste mené par Habib Bourguiba. Certains partis d'opposition sont autorisés mais ne sont pas en mesure de prendre le pouvoir.

### Révolution et assemblée constituante
Cette situation évolue à la suite de la révolution de 2011 : un premier gouvernement d'union nationale est formé à partir d'indépendants et de certains partis d'opposition légalisés. Le 20 janvier 2011, la légalisation de tous les partis politiques et associations autrefois interdits est proclamée. En date du 20 juillet, 92 nouveaux partis politiques ont été créés.
En outre, des élections libres sont planifiées à l'origine dans les soixante jours selon la Constitution de 1959 ; ces élections ont finalement lieu le 23 octobre 2011 afin d'élire une assemblée constituante. L'« atomisation » de l'échiquier politique aurait pu être favorable aux islamistes d'Ennahdha, c'est pourquoi la Haute instance pour la réalisation des objectifs de la révolution, de la réforme politique et de la transition démocratique a adopté le mode de scrutin proportionnel selon la méthode du plus fort reste, laquelle empêche un parti d'être prédominant dans l'assemblée et favorise la représentativité de la plupart des partis en compétition. En outre, pour empêcher que le Rassemblement constitutionnel démocratique, parti du président déchu désormais dissous, puisse réapparaître sous une autre étiquette politique, la même instance propose de proclamer inéligibles ses anciens membres ayant assumé des postes de responsabilité durant les 23 années précédentes. Cette décision est fortement controversée mais l'article 15 de la loi sur l'élection de la constituante n'exclut finalement que les anciens membres du RCD ayant eu une responsabilité lors des dix dernières années ; cette loi prévoit l'établissement d'une liste nominative des personnes concernées.
Sur les 115 partis légalisés avant les élections de 2011, 97 ont présenté des listes spécifiques ou dans le cadre de coalitions, mais seuls 19 partis ont obtenu des sièges.

### Constitution de 2014
La Constitution de 2014 établit un régime semi-parlementaire et les élections législatives qui suivent conduisent à la domination de Nidaa Tounes et d'Ennahdha. Leur collaboration puis leur alliance avec l'Union patriotique libre, contribue au blocage des prises de décision. Par ailleurs, Nidaa Tounes est affaibli par des dissensions qui lui font perdre son rang de premier parti au profit d'Ennahdha et conduisent à la création de plusieurs partis comme Machrouu Tounes, Tounes Awalan ou Bani Watani. Toutefois, seul le premier bénéficie d'une représentativité parlementaire.

## Partis pré-révolutionnaires
Le Rassemblement constitutionnel démocratique (RCD), fondé le 27 février 1988 en remplacement du Parti socialiste destourien, est au pouvoir de 1988 à 2011. Dirigé par le président Zine el-Abidine Ben Ali, il est dissout le 9 mars 2011, à la suite de la révolution tunisienne. Le Parti démocrate progressiste, fondé le 13 décembre 1983 et reconnu le 12 septembre 1988, fusionne au sein d'Al Joumhouri le 9 avril 2012.
Voici une liste des autres partis politiques présents sur la scène politique tunisienne avant la révolution :
| Nom                                  | Acronyme | Nom original                  | Date de légalisation | Orientation politique  | Dirigeant              | Notes                                                      |
| ------------------------------------ | -------- | ----------------------------- | -------------------- | ---------------------- | ---------------------- | ---------------------------------------------------------- |
| Mouvement des démocrates socialistes | MDS      | حركة الديمقراطيين الاشتراكيين | 19 novembre 1983     | Social-démocratie      | Mohamed Ali Khalfallah | Scission du PSD Non reconnu à sa fondation le 10 juin 1978 |
| Parti de l'unité populaire           | PUP      | حزب الوحدة الشعبية            | 19 novembre 1983     | Socialisme Panarabisme | Hassine Hammami        | Scission du MUP Non reconnu à sa fondation en janvier 1981 |
| Parti social-libéral                 | PSL      | الحزب الاجتماعي التحرري       | 12 septembre 1988    | Social-libéralisme     | Mondher Thabet         |                                                            |
| Union démocratique unioniste         | UDU      | الاتحاد الديمقراطي الوحدوي    | 30 novembre 1988     | Socialisme Panarabisme | Ahmed Inoubli          |                                                            |
| Parti des verts pour le progrès      | PVP      | حزب الخضر للتقدم              | 3 mars 2006          | Écologisme             | Mongi Khamassi         | Scission du PSL                                            |

## Partis post-révolutionnaires
Les partis politiques majeurs dominant la scène politique en Tunisie sont les suivants :
| Nom                    | Nom original                            | Date de légalisation     | Positionnement        | Idéologie                                     | Dirigeant         | Notes |
| ---------------------- | --------------------------------------- | ------------------------ | --------------------- | --------------------------------------------- | ----------------- | --- |
| Ennahdha               | حركة النهضة                             | 1er mars 2011            | Droite                | Islamisme Conservatisme Démocratie islamique  | Rached Ghannouchi | Parti conservateur islamiste, non reconnu à sa fondation le 6 juin 1981, dénommé Mouvement de la tendance islamique jusqu'en 1989 ; branche des Frères musulmans en Tunisie                                                                |
| Nidaa Tounes           | نداء تونس                               | 6 juillet 2012           | Centrisme             | Bourguibisme Laïcité                          | Selma Elloumi     | Fondé par l'ancien président Béji Caïd Essebsi en 2012, ambitionne de faire contre-poids au parti islamiste Ennahdha |
| Al Joumhouri           | الجزب الجمهوري                          | 9 avril 2012 (fondation) | Centrisme             | Démocratie libérale                           | Issam Chebbi      | Fondé par des membres de Afek Tounes, le Parti démocrate progressiste (PDP), le Parti républicain, Irada, Bledi, le Parti pour la justice social démocrate (PJSD) et le Parti Al-Karama, ainsi que des groupes et des listes indépendantes |
| Parti des travailleurs | حزب العمال                              | 18 mars 2011             | Extrême gauche        | Communisme Marxisme-léninisme Anticapitalisme | Hamma Hammami     | Non reconnu à sa fondation le 3 janvier 1983, finalement légalisé par décision du gouvernement d'union nationale |
| Parti destourien libre | الحزب الدستوري الحر                     | 23 septembre 2013        | Centre droit à Droite | Nationalisme Bourguibisme                     | Abir Moussi       | Héritier du Rassemblement constitutionnel démocratique (RCD) |
| Tahya Tounes           | تحيا تونس                               | 4 mars 2019              | Centrisme             | Libéralisme                                   | Youssef Chahed    | |
| Ettakatol              | التكتل الديمقراطي من أجل العمل والحريات | 25 octobre 2002          | Centre gauche         | Social-démocratie Laïcité                     | Khalil Zaouia     | Scission du MDS, non reconnu à sa fondation le 9 avril 1994 ; membre permanent de l'Internationale socialiste |
| Afek Tounes            | آفاق تونس                               | 28 mars 2011             | Centre droit          | Progressisme Libéralisme                      | Yassine Brahim    | Membre fondateur du Réseau libéral Al Hurriya |

### Partis légalisés
Si 250 partis politiques non reconnus sous le régime du président Ben Ali ou nouvellement constitués sont légalisés à la suite de la révolution, diverses fusions ont lieu par la suite :
- Le Mouvement de la citoyenneté et de la justice, d'idéologie gauchiste, se dissout au sein du Parti tunisien du travail qu'il quitte ensuite pour rejoindre un parti de centre droit, l'Union patriotique libre (UPL) ; son secrétaire général Nabil Tlili en devient le coordinateur. Le Parti libéral tunisien, d'idéologie libérale et anti-islamiste, s'est également dissous dans l'UPL ; son président Mounir Baatour est désigné comme président du conseil des hommes d'affaires de l'UPL[14].
- Onze partis fusionnent le 29 janvier 2012[15] pour donner naissance au Parti El Watani Ettounsi[16], avant que sept d'entre eux rejoignent L'Initiative[17]. Certains d'entre eux, à l'instar de Amor Bejaoui, chef de la Voix du Tunisien annoncent par la suite qu'ils rejoignent Nidaa Tounes de Béji Caïd Essebsi, ce dernier précisant qu'ils sont les bienvenus en adhérant individuellement et non comme représentants de partis.
- L'Alliance nationale pour la paix et la prospérité, le Parti Tounes El Karama et Al Amana fusionnent au sein d'Al Amen ; ils ont désormais un représentant à l'assemblée constituante après le ralliement de Moez Kammoun, élu de la Pétition populaire pour la liberté, la justice et le développement.
- Le Parti pour le progrès[18] est absorbé par Afek Tounes[19]. Ensuite, sept partis — dont le PDP, le Parti républicain, Afek Tounes, Al Irada, le Mouvement Bledi et le Parti pour la justice social-démocrate — fusionnent sous le nom d'Al Joumhouri[11]. Toutefois, des membres de la constituante et plusieurs fédérations régionales du PDP refusent cette fusion et lancent le Courant réformateur, devenu par la suite l'Alliance démocratique. En 2014, plusieurs figures d'Al Joumhouri quittent le parti pour rejoindre Nidaa Tounes ; Afek Tounes s'en détache pour reformer le parti mené par Yassine Brahim.
- Le Mouvement des patriotes démocrates (MOUPAD) entre en discussion avec le Parti du travail patriotique et démocratique pour sceller l'union de la famille « patriote démocrate » mais le second parti enregistre une divergence entre son secrétaire général, Abderrazak Hammami, qui s'est retiré des discussions, et son second, Mohamed Jemour, qui tient à la fusion. Dans le même temps, au sein du MOUPAD, le groupe de Jamel Lazhar se rapproche du Parti communiste des ouvriers de Tunisie (PCOT). Finalement, une large alliance des partis de gauche et panarabes se constitue, avec notamment le PCOT devenu le Parti des travailleurs, le MOUPAD, le Parti d'avant-garde arabe démocratique, le Mouvement Baath, le Parti populaire pour la liberté et le progrès, le Mouvement populaire unioniste, ainsi que le Mouvement des démocrates socialistes (groupuscule d'Ahmed Khaskhoussi) et le Mouvement du peuple, qui avait absorbé auparavant le Mouvement du peuple unioniste progressiste[20].
- Le mouvement Ettajdid fusionne avec le Parti tunisien du travail (PTT) et certains membres indépendants du Pôle démocratique moderniste (PDM) pour constituer la Voie démocratique et sociale. Toutefois, plusieurs membres du PTT dont Ali Romdhane et Mohamed Rabah Chaibi refusent cette fusion et conservent l'identité de leur parti, alors que du côté d'Ettajdid, plusieurs cadres annoncent leur adhésion à Nidaa Tounes, dont Boujemâa Remili pourtant désigné secrétaire général adjoint de la Voie démocratique et sociale, et d'anciens membres proches de la ligne de Mohamed Harmel : Hatem Chaabaouni, Tarek Chaabouni et Adel Chaouch. On annonce par la suite la fusion entre la Voie démocratique et sociale et le Parti républicain, deux partis qui sont affectés par les départs de plusieurs de leurs cadres respectivement vers Nidaa Tounes et vers le Courant réformateur. Le nouveau parti portera le nom de « Voie républicaine »[21]. Mais cette fusion annoncée ne s'est pas encore réalisée entre deux partis qui s'affaiblissent de plus en plus. La Voie démocratique et sociale a été quittée par un autre secrétaire général adjoint, Riadh Ben Fadhel, et le Parti républicain a perdu Abdelkader Ben Khemis qui a rejoint l'Alliance démocratique et Chokri Yaïche qui a intégré Nidaa Tounes.
- L'Alliance démocratique, non encore légalisée, est constituée des membres de l'ancien Parti démocrate progressiste ayant refusé l'adhésion au Parti républicain, du Parti de la réforme et du développement et de personnalités indépendantes à l'instar des anciens ministres Mokhtar Jallali et Farhat Rajhi.
- Les réfractaires à la fusion du Parti tunisien du travail avec le Pôle démocratique moderniste tiennent leur congrès et élisent Ali Romdhane à la tête du parti, ce que conteste l'ancien président Abdeljelil Bedoui qui a pourtant sabordé son parti.
- Al Wifak et le Parti républicain ont fusionné pendant quelques mois avant de se séparer en septembre 2011 après le retrait d'Al Wifak du PDM[22].
- Un nouveau front opposé à Ennahdha est annoncé en décembre 2012[23] : celui-ci comprend, outre Nidaa Tounes, le Parti républicain et la Voie démocratique et sociale, deux anciens partis d'extrême gauche qui avaient dans le passé accepté le dialogue avec le régime de Ben Ali : le Parti socialiste de gauche de Mohamed Kilani (ar), créé après une scission de l'ancien Parti communiste des ouvriers de Tunisie et renommé Parti socialiste, et le Parti du travail patriotique et démocratique d'Abderrazak Hammami ou ce qu'il en reste car plusieurs de ses dirigeants, dont le secrétaire général adjoint Mohamed Jemour, ont rejoint le MOUPAD.

Après les élections de l'assemblée constituante, le ministère de l'Intérieur cesse de publier les autorisations accordées aux partis dans le Journal officiel de la République tunisienne. Les partis autorisés sont appelés à le faire eux-mêmes. Mais plusieurs parmi eux ne le font pas, ce qui empêche de connaître avec exactitude le nombre et la liste des partis existants.
| Nom                                                                   | Acronyme    | Nom original                                 | Date de légalisation | Orientation politique                              | Dirigeant                                                         | Notes |
| --------------------------------------------------------------------- | ----------- | -------------------------------------------- | -------------------- | -------------------------------------------------- | ----------------------------------------------------------------- | --- |
| Parti Tunisie verte                                                   | PTV         | حزب تونس الخضراء                             | 17 janvier 2011      | Écologisme Socialisme                              | Abdelkader Zitouni                                                | Non reconnu à sa fondation le 19 avril 2004 Zitouni a fait partie de l'ancien PCT |
| Parti socialiste                                                      | PSG puis PS | الحزب الاشتراكي اليساري                      | 17 janvier 2011      | Socialisme scientifique                            | Mohamed Kilani (ar)                                               | Scission du PCOT Non reconnu à sa fondation le 1er octobre 2006 |
| Parti du travail patriotique et démocratique                          | PTPD        | حزب العمل الوطني الديمقراطي                  | 19 janvier 2011      | Socialisme scientifique                            | Abderrazek Hammami                                                | Non reconnu à sa fondation le 1er mai 2005 |
| Mouvement Baath                                                       | MB          | حركة البعث                                   | 22 janvier 2011      | Socialisme Panarabisme                             | Othmen Bel Haj Amor                                               | Actif dans l'illégalité depuis les années 1950, rattaché à l'obédience irakienne du Parti Baas |
| Parti du centre social                                                | PCS         | حزب الوسط الاجتماعي                          | 3 mars 2011          | Centrisme                                          | Ammar Slama                                                       | |
| Parti de la dignité et de l'égalité                                   | PDE         | حزب الكرامة والمساواة                        | 3 mars 2011          | Centrisme Islamisme                                | Riadh Amri                                                        | |
| Mouvement des unionistes libres                                       | MUL         | حركة الوحدويين الاحرار                       | 3 mars 2011          | Socialisme Panarabisme                             | Abdelkrim El Ghabri                                               | Scission de l'UDU |
| Parti des jeunes démocrates                                           | PJD         | حزب الشباب الديمقراطي                        | 3 mars 2011          | Centrisme Libéralisme                              | Chaker Said                                                       | Scission du PVP |
| Parti de l'équité et de l'égalité                                     | PEE         | حزب العدالة و المساواة                       | 3 mars 2011          | Centre droit                                       | Chokri Ghadhab                                                    | Basé à Sousse |
| Mouvement de la réforme et de la justice sociale                      | MRJS        | حركة الاصلاح و العدالة الاجتماعية            | 3 mars 2011          | Centrisme Réformisme                               | Mustapha Bedri                                                    | |
| Mouvement national de la justice et du développement                  | MNJD        | الحركة الوطنية للعدالة و التنمية             | 3 mars 2011          | Centrisme                                          | Mourad Rouissi                                                    | |
| Parti de la concorde (Al Wifak)                                       | PC          | حزب الوفاق                                   | 5 mars 2011          | Centrisme                                          | Mustapha Saheb Ettabaâ                                            | Partie de l'Alliance républicaine entre avril et septembre 2011 |
| Mouvement du peuple (Echaâb)                                          | MP          | حركة الشعب                                   | 8 mars 2011          | Socialisme Panarabisme                             | Zouhair Maghzaoui (secrétaire général)                            | Scission du Mouvement du peuple qui a rejoint le MPUP |
| Parti libéral tunisien                                                | PLT         | الحزب الليبرالي التونسي                      | 8 mars 2011          | Libéralisme Laïcité                                | Mounir Baatour                                                    | Parti des libéraux tunisiens rebaptisé en 2014 |
| Mouvement de la jeunesse libre de Tunisie                             | MJLT        | حركة شباب تونس الاحرار                       | 8 mars 2011          | Centre gauche                                      | Sahbi Mokhtari                                                    | |
| Mouvement de l'unité populaire                                        | MUP         | حركة الوحدة الشعبية                          | 8 mars 2011          | Socialisme                                         | Ahmed Ben Salah (secrétaire général) Mehdi Tabbakh (porte-parole) | |
| Congrès pour la République                                            | CPR         | المؤتمر من أجل الجمهورية                     | 8 mars 2011          | Centre gauche                                      | Imed Daïmi                                                        | Non reconnu à sa fondation le 24 juillet 2001 |
| Parti de la justice et de la liberté                                  | PJL         | حزب العدالة والحرية                          | 12 mars 2011         | Libéralisme                                        | Souheil Salhi                                                     | Scission du RCD |
| Parti de l'avenir pour le développement et la démocratie              | PADD        | حزب المستقبل من أجل التنمية والديمقراطية     | 12 mars 2011         | Socialisme scientifique                            | Samih S'himi                                                      | |
| Parti unifié des patriotes démocrates (Watad)                         | MOUPAD      | حزب الوطنيين الديمقراطيين الموحد             | 12 mars 2011         | Marxisme Panarabisme                               | Zied Lakhdar                                                      | |
| Parti de la dignité pour la justice et le développement               | PDJD        | حزب الكرامة من أجل العدالة والتنمية          | 14 mars 2011         | Centre droit                                       | Fakhr Ghodhban-Ben Salem                                          | |
| Parti républicain pour la liberté et l'équité                         | PRLE        | الحزب الجمهوري للحرية والعدالة               | 18 mars 2011         | Centre droit                                       | Béchir Fathallah                                                  | |
| Parti de la rencontre de la jeunesse libre                            | PRJL        | حزب اللقاء الشبابي الحر                      | 18 mars 2011         | Social-démocratie ?                                | Mohamed Ayari                                                     | Scission du RCD |
| Parti de la justice et du développement                               | PJD         | حزب العدل والتنمية                           | 18 mars 2011         | Islamisme                                          | Mohamed Salah Hedri                                               | |
| Parti d'avant-garde arabe démocratique                                | PAAD        | حزب الطليعة العربي الديمقراطي                | 18 mars 2011         | Socialisme Panarabisme                             | Kheireddine Souabni                                               | Obédience irakienne du Parti Baas |
| Parti de la dignité et du développement                               | PDD         | حزب الكرامة والتنمية                         | 18 mars 2011         | Centrisme Islamisme                                | Abdelwahed Yahiaoui                                               | |
| Parti de la lutte progressiste                                        | PLP         | حزب النضال التقدمي                           | 18 mars 2011         | Marxisme-léninisme                                 | Mohamed Lassoued                                                  | |
| Parti de la gauche moderne                                            | PGM         | حزب اليسار الحديث                            | 22 mars 2011         | Centre gauche                                      | Fayçal Zemni                                                      | Scission de l'UDU puis du MUL |
| Parti républicain maghrébin                                           | PLM         | الحزب الجمهوري المغاربي                      | 22 mars 2011         | Libéralisme                                        | Mohamed Bouebdelli                                                | |
| Parti populaire pour la liberté et le progrès                         | PPLP        | الحزب الشعبي للحرية والتقدم                  | 22 mars 2011         | Socialisme                                         | Jelloul Azzouna                                                   | Scission du PUP |
| Parti des forces du 14 janvier 2011                                   | PR14        | حزب قوى الرابع عشر من جانفي 2011             | 22 mars 2011         | Centre gauche                                      | Wahid Dhiab                                                       | Basé à Sfax |
| Al Majd                                                               | AM          | حزب المجد                                    | 24 mars 2011         | Centrisme                                          | Abdelwahab El Hani                                                | |
| Mouvement de la dignité et de la démocratie                           | MDD         | حركة الكرامة و اليمقراطية                    | 21 avril 2011        | Centrisme Libéralisme                              | Mohamed Ghammadh                                                  | |
| Front populaire unioniste                                             | FPU         | الجبهة الشعبية الوحدوية                      | 22 avril 2011        | Marxisme Panarabisme                               | Amor Mejri                                                        | Scission du PDP |
| Justice and Development Party                                         | JDP         | حزب العدالة والتنمية                         | 22 avril 2011        | Islamisme                                          | Abderrazak Belarbi                                                | |
| Parti de la dignité et de l'action                                    | PDA         | حزب الكرامة و العمل                          | 22 avril 2011        | Centrisme                                          | Mohamed Adel Hentati                                              | |
| Parti du travail tunisien                                             | PTT         | حزب العمل التونسي                            | 28 avril 2011        | Centre gauche                                      | Ali Romdhane                                                      | |
| Amal Tounes                                                           | AT          | أمل تونس                                     | 28 avril 2011        | Centrisme                                          | Selma Elloumi                                                     | |
| Mouvement de la vertu                                                 | MV          | حركة الفضيلة                                 | 19 mai 2011          | Centre droit                                       | Ramzi Khelifi                                                     | Scission du PVP |
| Parti du peuple pour la patrie et la démocratie                       | PPPD        | حزب الشعب من أجل الوطن والديمقراطية(حشود)    | 19 mai 2011          | Socialisme scientifique                            | Zine El Abidine El Ouertatani                                     | |
| Mouvement citoyenneté                                                 | MC          | حركة مواطنة                                  | 19 mai 2011          | Centre droit Écologisme                            | Ameur Jeridi                                                      | |
| Union patriotique libre                                               | UPL         | الاتحاد الوطني الحر                          | 19 mai 2011          | Centrisme Libéralisme                              | Slim Riahi                                                        | |
| Parti de la responsabilité nationale                                  | PRN         | حزب المسؤولية الوطنية                        | 19 mai 2011          |                                                    | Zouhair Harbaoui                                                  | |
| Parti démocratique pour la justice et la prospérité                   | PDJP        | الحزب الديمقراطي للعدالة والرخاء             | 19 mai 2011          |                                                    | Mourad Khemiri                                                    | |
| Mouvement de la démocratie et du développement                        | MDD         | حركة الديمقراطية والتنمية                    | 24 mai 2011          | Centre droit Libéralisme                           | Abderrahman Bahloul                                               | Donne lieu au Mouvement Nour pour la démocratie et le développement |
| Parti de la modernité                                                 | PM          | حزب الحداثة                                  | 4 juin 2011          | Centrisme                                          | Abderraouf Baâzaoui                                               | Basé à Kairouan, formé par des cadres de l'ancien RCD |
| Congrès démocratique social                                           | CDS         | المؤتمر الديمقراطي الاجتماعي                 | 16 juin 2011         | Centre droit                                       | Houcine Mhamdi                                                    | Scission de l'ancien RCD |
| Courant Al Ghad                                                       | CAG         | تيار الغد                                    | 16 juin 2011         | Centrisme                                          | Khélifa Ben Salem et Samir Maghraoui                              | Formé par des cadres de l'ancienne mouvance présidentielle |
| Parti de la jeunesse libre                                            | PJL         | حزب الشباب الحر                              | 16 juin 2011         | Centrisme                                          | Faouzi Ben Jannet                                                 | Formé par des cadres proches de l'ancien RCD |
| Parti démocrate-social de la nation                                   | PDSN        | حزب الأمة الديمقراطي الإجتماعي               | 15 juillet 2011      | Marxisme Panarabisme                               | Moncef Chebbi                                                     | Scission de l'UDU |
| Jeunesse de la Tunisie de demain                                      | JTD         | شباب تونس الغد                               | 15 juillet 2011      |                                                    | Hosni Tayeb                                                       | |
| Mouvement pour la culture et de la pluralité                          | MCP         | حركة الثقافة و التنوع                        | 15 juillet 2011      | Centre gauche                                      | Ali Abidi                                                         | Scission du PCT Cadres de l'ancien RCD |
| Parti des conservateurs progressistes                                 | PCP         | حزب المحافظين التقدميين                      | 15 juillet 2011      | Islamisme Réformisme                               | Hechmi Hamdi                                                      | Scission d'Ennahdha, remplace la Pétition populaire pour la liberté, la justice et le développement et donne lieu au Courant de l'amour |
| Parti de la culture et du travail                                     | PCT         | حزب الثقافة و العمل                          | 15 juillet 2011      | Gauche Panarabisme                                 | Belgacem Hassen                                                   | Scission du PDP |
| Appel républicain                                                     | AR          | النداء الجمهوري                              | 15 juillet 2011      | Centrisme                                          | Mahmoud Ben Ouaghram                                              | Ancien Front tunisien de salut national fondé en 1990 |
| Parti du Néo-Destour                                                  | PND         | الحزب الدستوري الجديد                        | 15 juillet 2011      | Centre gauche                                      | Ahmed Mansour                                                     | Anciens magistrats et hauts cadres de l'administration |
| La Voie tunisienne                                                    | PVT         | حزب المسار التونسي                           | 4 août 2011          | Social-libéralisme                                 | Lotfi Bousnina                                                    | |
| Parti tunisien                                                        | PT          | الحزب التونسي                                | 12 août 2011         | Libéralisme                                        | Myriam Mnaouer                                                    | |
| Parti de la nation pour la liberté et la justice                      | PNLJ        | حزب الأمة للحرية و العدالة                   | 19 août 2011         |                                                    | Laïd Habbachi                                                     | |
| Parti libre populaire et démocrate                                    | PLPD        | الحزب الحر الشعبي الديمقراطي                 | 19 août 2011         |                                                    | Abdesselem Ghidoussi                                              | |
| Parti de la souveraineté au peuple                                    | PSP         | حزب السيادة للشعب                            | 21 septembre 2011    |                                                    | Khaled Chabbah                                                    | Basé à Sousse |
| Parti pionnier                                                        | PP          | حزب الريادة                                  | 21 septembre 2011    | Centrisme Libéralisme                              | Mourad Ben Tourkia                                                | |
| Parti tunisien de la nation                                           | PTN         | حزب الأمة التونسي                            | 21 septembre 2011    | Centrisme Islamisme                                | Abdesselem Ferjani                                                | Basé à Menzel Bourguiba |
| Parti des valeurs et de prospérité                                    | PVP         | حزب القيم و الرقي                            | 12 octobre 2011      | Centre droit                                       | Mourad Mrikeche                                                   | |
| Parti de la rencontre destourienne                                    | PRD         | حزب اللقاء الدستوري                          | 29 décembre 2011     | Centrisme                                          | Sami Chabrak                                                      | Scission du Parti réformiste destourien |
| Union des forces citoyennes tunisiennes                               | UFCT        | اتحاد قوى المواطنة التونسية                  | 2 février 2012       | Centrisme (défense des émigrés)                    | Moez Ben Amor Ben Ali                                             | Basé à Sousse |
| Parti de l'unité                                                      | PU          | حزب الوحدة                                   | 2 février 2012       | Centrisme                                          | Béchir Rouissi                                                    | |
| Mouvement de la lutte patriotique                                     | MLP         | حركة النضال الوطني                           | 14 février 2012      | Panarabisme                                        | Youssef Aloui                                                     | |
| Parti démocrate libéral                                               | PDL         | الحزب الديمقراطي الليبيرالي                  | 23 février 2012      | Centrisme Libéralisme                              | Taoufik Adouni                                                    | |
| Mouvement afro-méditerranéen                                          | MAM         | الحركة الإفريقية المتوسطية                   | 2 février 2012       | Centre gauche                                      | Ridha Ben Aissa                                                   | |
| Parti pirate tunisien                                                 | PPT         | حزب القراصنة التونسي                         | 12 mars 2012         | Droit à l'information Vie privée Politique sociale | Sleheddine Kchouk                                                 | Basé à Bizerte |
| Parti de l'intégrité et de la justice                                 | PIJ         | حزب الأمانة و العدالة                        | 17 mars 2012         | Centrisme                                          | Kamel Ezzine                                                      | |
| Al Assalah (L'Authenticité)                                           | AA          | الأصالة                                      | 17 mars 2012         | Salafisme                                          | Mouldi Ali El Moujahid                                            | Basé à Médenine |
| Al Amen                                                               | AA          | الأمان                                       | 20 mars 2012         | Centrisme                                          | Lazhar Bali                                                       | Issu de la fusion de l'ANPP, du PTEK et d'AA |
| Front de la réforme                                                   | FR          | جبهة الاصلاح                                 | 29 mars 2012         | Salafisme                                          | Mohamed Khouja                                                    | |
| Parti Ethawabet                                                       | PE          | حزب الثوابت                                  | 29 mars 2012         | Centre droit                                       | Chokri Hermassi                                                   | |
| Voie démocratique et sociale (Al Massar)                              | VDS         | المسار الديمقراطي الإجتماعي                  | 1er avril 2012       | Centre gauche                                      | Samir Taïeb (secrétaire général)                                  | Issu de la fusion du ME, du PTT et d'indépendants du PDM |
| Front national tunisien                                               | FNT         | الجبهة الوطنية التونسية                      | 7 avril 2012         | Centrisme                                          | Chaker Aouadhi                                                    | |
| Parti pirate                                                          | PP          | حزب القراصنة                                 | 7 avril 2012         | Libéralisme Anarchisme                             | Direction collégiale                                              | |
| Al Joumhouri (Parti républicain)                                      | PR          | الحزب الجمهوري                               | 9 avril 2012         |                                                    | Maya Jribi                                                        | Issu de la fusion du PDP, du PR, d'AT, d'AI, du MB et du PJSD |
| Parti de la réforme et de la transparence                             | PRT         | حزب الإصلاح و الشفافية                       | 24 avril 2012        | Centrisme                                          | Mustapha Bouaouaja (ancien PUP)                                   | Basé à Sfax |
| Verts socialistes maghrébins                                          | VSM         | الخضر الإشتراكيون المغاربيون                 | 14 juin 2012         | Écologisme Socialisme                              | Ali Khechine                                                      | Basé à Sousse |
| Parti des conservateurs tunisiens                                     | PCT         | حزب المحافظين التونسيين                      | 19 juin 2012         | Conservatisme Nationalisme                         | Ahmed Touati                                                      | |
| Parti pactes et stratégies de développement                           | PPSD        | حزب عهود و استراتيجيات التنمية               | 30 juin 2012         | Écologisme Socialisme                              | Ridha Zhani                                                       | Basé à Kairouan |
| Nidaa Tounes                                                          | NT          | نداء تونس                                    | 6 juillet 2012       | Centrisme                                          | Béji Caïd Essebsi                                                 | Destouriens et cadres de l'ancien RCD, anciens communistes et marxistes léninistes, hommes d'affaires |
| Courant libéral réformateur                                           | CLR         | التيار التحرري الإصلاحي                      | 7 juillet 2012       | Libéralisme Réformisme                             | Adel Zitouni                                                      | |
| Voix des agriculteurs                                                 | VA          | صوت الفلاحين                                 | 7 juillet 2012       | Corporatisme                                       | Fayçal Tbini                                                      | Basé à Bou Salem |
| Al Badil Athaouri                                                     | ABA         | البديل الثوري                                | 7 juillet 2012       | Centre gauche                                      | Béchir Tenjal                                                     | Basé à Sousse |
| Hizb ut-Tahrir                                                        | HuT         | حزب التحرير                                  | 17 juillet 2012      | Fondamentalisme Islamisme                          | Ridha Belhaj                                                      | Non reconnu lors d'une première demande le 12 mars 2011 |
| Hizb Al Rahma                                                         | HAR         | حزب الرحمة                                   | 24 juillet 2012      | Salafisme                                          | Saïd El Jaziri                                                    | |
| Parti tunisien de la prospérité                                       | PTP         | حزب الرفاه التونسي                           | 11 septembre 2012    | Salafisme                                          | Mohamed Feki                                                      | Basé à Sfax Favorable à la réinstauration de la bigamie |
| Mouvement de la construction maghrébine                               | MCM         | حركة البناء المغاربي                         | 7 août 2012          | Centrisme                                          | Noureddine Khatrouchi                                             | |
| Parti de la nation arabe et islamique                                 | PNAI        | حزب الأمة العربية الإسلامية                  | 21 juillet 2012      | Panarabisme Islamisme                              | Lamine Brahmi                                                     | |
| Mouvement Wafa                                                        | MW          | حركة الوفاء                                  | 15 septembre 2012    | Centre droit                                       | Abderraouf Ayadi                                                  | Scission du Congrès pour la République |
| Ettakatol al-Chaâbi men ajl Tounes                                    | ECT         | التكتل الشعبي من أجل تونس                    | 15 septembre 2012    | Centrisme                                          | Moncef Louhichi                                                   | Basé à Sousse |
| La Tunisie de demain                                                  | LTD         | تونس الغد                                    | 15 septembre 2012    | Centrisme                                          | Ali Ben Mabrouk Aïfa                                              | Basé à Sousse |
| Parti de l'emploi et du développement                                 | PED         | حزب التشغيل و التنمية                        | 29 septembre 2012    | Centrisme                                          | Mourad Ben Fatima                                                 | |
| Choura démocrate tunisien                                             | CDT         | حزب الشورى الديمقراطي التونسي                | 29 septembre 2012    | Centre droit                                       | Hatem Zayeni                                                      | Basé à Sfax |
| Mouvement du 14-Janvier pour le renouvellement                        | MJJR        | حركة شباب 14 جانفي للتجديد                   | 2 octobre 2012       | Centrisme                                          | Zouhayer Kortli                                                   | |
| Parti des libertés et des droits de l'homme                           | PLDH        | حزب الحريات و حقوق الإنسان                   | 19 novembre 2012     | Centrisme                                          | Khalil Mâaoui                                                     | Fondé en 1998, basé à Soliman |
| Al Qotb (Le Pôle)                                                     | AQ          | القطب                                        | 3 novembre 2012      | Gauche                                             | Riadh Ben Fadhel (coordinateur général)                           | |
| Ligue de la gauche ouvrière                                           | LGO         | رابطة اليسار العمالي                         | 27 novembre 2012     | Extrême gauche                                     | Nizar Amami                                                       | Attaché au marxisme-léninisme originel |
| Parti originalité et progrès                                          | POP         | حزب الأصالة و التقدم                         | 25 décembre 2012     | Centrisme                                          | Mohsen Tlili                                                      | Fondateurs originaires du gouvernorat de Kasserine |
| Mouvement des Almoravides - Tunisie                                   | MAT         | حركة المرابطين بتونس                         | 27 décembre 2012     | Panarabisme                                        | Béchir Essid                                                      | Fondateur issu du Mouvement du peuple |
| Parti Elkadehine en Tunisie                                           | PET         | حزب الكادحين بتونس                           | 8 janvier 2013       | Extrême gauche                                     | Ferid Alibi                                                       | Adepte du trotskisme, il décide en compagnie du Parti de la lutte progressiste de boycotter les élections |
| Parti Elghad                                                          | PE          | حزب الغد                                     | 12 janvier 2013      | Panarabisme                                        | Amor Chahed                                                       | |
| Parti Assahoua                                                        | PA          | حزب الصحوة                                   | 8 janvier 2013       | Centrisme                                          | Rachid Azouz et Chadli Ben Mustapha                               | |
| Mouvement Jeunesse                                                    | MJ          | حركة الشباب                                  | 29 janvier 2013      | Islamisme                                          |                                                                   | Basé à Sfax |
| Pétition populaire (Courant de la réforme nationale)                  | PP          | )العريضة الشعبية (تيار الاصلاح الوطني        | 21 février 2013      | Populisme                                          | Mohamed Dhibi                                                     | Parti formé de dissidents de l'ancienne formation politique de Hechmi Hamdi qui ont refusé d'adhérer au Courant de l'amour |
| Alliance démocratique                                                 | AD          | التحالف الديمقراطي                           | 19 mars 2013         | Centre gauche                                      | Mohamed Hamdi                                                     | Scission de représentants du PDP qui ont refusé la fusion dans le cadre d'Al Joumhouri |
| Le Sauvetage                                                          | LS          | الانقاذ                                      | 23 avril 2013        | Centre gauche                                      | Saber Ben Ammar                                                   | |
| Parti d'action et de réforme                                          | PAR         | حزب العمل و الاصلاح                          | 14 mai 2013          | Centrisme                                          | Naoufel Sassi                                                     | |
| Courant démocrate                                                     | CD          | التيار الديمقراطي                            | 14 mai 2013          | Social-démocratie                                  | Mohamed Abbou                                                     | Dissidence du CPR |
| Mouvement Tunisie de l'avenir                                         | MTA         | حركة تونس المستقبل                           | 25 juin 2013         | Socialisme                                         | Marouen Sbai                                                      | |
| Hizb Al Oumma                                                         | HAO         | حزب الأمة                                    | 25 juin 2013         | Islamisme                                          | Seifeddine Lajili                                                 | |
| Mouvement du Tunisien pour la liberté et la dignité                   | MTLD        | حركة التونسي للحرية و الكرامة                | 29 juin 2013         | Centrisme                                          | Mohamed Ayachi Ajroudi                                            | Parti constitué autour de membres de la constituante mais un seul continue d'en faire partie |
| Parti de l'union pour la justice et le travail                        | PUJT        | حزب الوحدة للعدل و العمل                     | 15 août 2013         |                                                    | Saddam Faleh                                                      | |
| Parti Tunisie libre                                                   | PUJT        | حزب تونس الحرة                               | 20 août 2013         | Centrisme                                          | Mohamed Fayçal Kamel                                              | |
| Courant populaire                                                     | CP          | حزب تونس الحرة                               | 17 septembre 2013    | Panarabisme                                        | Zouhair Hamdi                                                     | Parti fondé par Mohamed Brahmi |
| Mouvement destourien                                                  | MD          | الحركة الدستورية                             | 23 septembre 2013    | Centrisme                                          | Hamed Karoui                                                      | Parti se présentant comme la continuité du RCD |
| Mouvement d'unification islamique de Tunisie                          | MUIT        | حركة التوحيد الاسلامي التونسي                | 3 octobre 2013       | Salafisme                                          |                                                                   | Basé à Gafsa |
| La Voix du peuple                                                     | VP          | حركة التوحيد الاسلامي التونسي                | 31 octobre 2013      | Centrisme                                          | Lotfi Ben Mahmoud                                                 | |
| Initiative destourienne démocratique                                  | IDD         |                                              | 1er décembre 2013    | Centrisme                                          | Kamel Morjane                                                     | Issu notamment de la fusion de LI, d'AWAH, du PUR, du ZAY, du PLJD |
| Parti du Mouvement de la république                                   | PMR         | حزب حركة الجمهورية                           | 3 décembre 2013      | Centrisme                                          | Sami Laâbidi                                                      | Obtient l'adhésion de quatre constituants |
| Tendance nationale pour la justice                                    | TNJ         | الاتجاه الوطني للعدل                         | 12 décembre 2013     | Centrisme                                          | Taïeb El Abdi                                                     | |
| Conseil national pour la démocratie et le développement               | CNDD        | المجلس الوطني للديمقراطية و التنمية          | 21 décembre 2013     |                                                    |                                                                   | |
| Tunisie pour tous                                                     | TPT         | تونس للجميع                                  | 4 janvier 2014       | Centre gauche                                      | Abdelhamid Hammami                                                | |
| Parti du changement                                                   | PC          | حزب التغيير                                  | 9 janvier 2014       |                                                    | Larbi Bennis                                                      | Basé à Nabeul |
| Tounes baytouna                                                       | TB          | تونس بيتنا                                   | 20 mars 2014         | Centrisme                                          | Fethi Ouerfelli                                                   | |
| Mouvement Tunisie démocratie pour tous                                | MTDPT       | حركة تونس الديمقراطية للجميع                 | 8 avril 2014         | Centrisme                                          | Jamel Ben Jemia                                                   | |
| Force ouvrière                                                        | FO          | القوة العمالية                               | 8 avril 2014         | Gauche                                             | Takieddine Toujani                                                | |
| Front du 17 décembre pour le développement                            | F17         | جبهة 17 ديسمبر للتنمية                       | 15 mai 2014          | Gauche                                             | Faouzi Saïdi                                                      | Basé à Sidi Bouzid |
| Parti de la construction nationale                                    | PCN         | حزب البناء الوطني                            | 20 mai 2014          | Islamisme                                          | Riadh Chaïbi                                                      | Dissidence d'Ennahdha |
| Parti de la voix du peuple tunisien                                   | PVPT        | صوت الشعب التونسي                            | 5 juin 2014          | Centrisme                                          | Larbi Nasra                                                       | Obtient l'adhésion de six membres de la constituante |
| Parti des démocrates sociaux                                          | PDS         | حزب الديمقراطيين الاجتماعيين                 | 17 juin 2014         | Social-démocratie                                  | Ahmed Khaskhoussi                                                 | Nouvelle appellation du clan Khaskhoussi du Mouvement des démocrates socialistes |
| Mouvement du printemps arabe pour réaliser la souveraineté économique | MPARSE      | حركة الربيع العربي لتحقيق السيادة الاقتصادية |                      | Centrisme                                          | Salem Ajroud                                                      | Formé de technocrates |
| Mouvement du 17 décembre pour la dignité et la liberté                | M17         | حركة 17 ديسمبر للكرامة و الحرية              |                      | Centre droit                                       | Farhat Bouazizi                                                   | |
| Parti du congrès populaire                                            | PCP         | حزب المؤتمر الشعبي                           |                      | Centre droit                                       | Salem Chaïbi                                                      | |
| Parti de la jeunesse pour la révolution et la liberté                 | PJRL        | حزب الشباب للثورة و الحرية                   |                      | Centre gauche                                      | Ridha Ben Tili                                                    | Ne s'est manifesté que lors de la candidature de son président à l'élection présidentielle de 2014 |
| Parti de la Tunisie unie                                              | PTU         | حزب تونس الموحدة                             |                      | Centre gauche                                      | Nizar Hammami                                                     | Se présente aux élections législatives de 2014 sous le nom d'Appel de Carthage |
| Parti islamiste tunisien                                              | PIT         | الحزب الاسلامي التونسي                       |                      | Islamisme (orthodoxe)                              | Taïeb Smati                                                       | |
| Parti de l'appartenance démocratique                                  | PAD         | حزب الانتماء الديمقراطي                      |                      | Libéralisme                                        | Boujemâa Yahyaoui                                                 | Basé à Gafsa, son fondateur a été élu en 2009 à la Chambre des députés sur les listes du Parti social-libéral |
| Parti Tounes Ezzaytouna                                               | PTZ         | حزب تونس الزيتونة                            |                      | Islamisme (Wahhabisme)                             | Adel Almi                                                         | Fondateur de l'Association de promotion de la vertu et de prévention du vice d'inspiration wahhabite, Almi la transforme en un parti qui ne réussit à constituer qu'une seule liste pour les élections législatives de 2014 à Kébili, renforcée par Almi lui-même ; il s'est également porté candidat à la présidentielle mais sans parrainage |
| Mouvement national tunisien                                           | MNT         | الحركة الوطنية التونسية                      |                      | Gauche Populisme                                   | Touhami Abdouli                                                   | Dissidence d'Ettakatol |
| Mouvement des destouriens libres                                      | MDL         | حركة الدستوريين الأحرار                      |                      | Centrisme                                          | Taoufik Ben Khoud                                                 | Issu de la fusion du PLDT, d'Al-Watan, du MRT, de l'UNB, du PLD et l'APT, ne réussit pas à se frayer une place parmi les partis destouriens et ne constitue qu'une seule liste pour les élections de 2014 |
| Parti de la réconciliation                                            | PR          | حزب المصالحة                                 | 26 juillet 2014      | Islamisme Centrisme                                | Mohamed Manar Skandarani                                          | Son fondateur fut membre d'Ennahdha et conseiller de l'ancien ministre des Affaires étrangères, Rafik Abdessalem |
| Mouvement des jeunes Tunisiens                                        | MJT         | حركة الشباب الوطني التونسي                   | 26 août 2014         | Centre gauche                                      | Malek Sayhi                                                       | |
| Parti de l'illumination et du développement                           | PID         | حزب التنوير و التنمية                        | 26 août 2014         | Centre droit                                       | Hassen Ben Hfaïedh                                                | Basé à Monastir |
| Parti de l'indépendance nationale                                     | PID         | حزب الاستقلال الوطني                         | 26 août 2014         | Populisme Islamisme                                | Seifallah Bouzaied                                                | Parti constitué à partir des comités de protection de la révolution |
| Hizb el-Harak                                                         | HH          | حراك تونس الإرادة                            | 2 mai 2016           | Social-démocratie                                  | Moncef Marzouki                                                   | |
| Machrouu Tounes                                                       | MPT         | حركة مشروع تونس                              | 11 mai 2016          |                                                    | Mohsen Marzouk                                                    | Scission de Nidaa Tounes |
| Parti de la Troisième République                                      | PTR         | الجمهورية الثالثة                            | 2 février 2022       |                                                    | Olfa Hamdi                                                        | Parti fondé par l'ancienne PDG de Tunisair |

### Partis en attente de légalisation
En juin 2011, une trentaine de partis avait déposé une demande mais n'avaient pas encore été légalisés. Parmi eux se trouvent le Parti de la liberté et de la solidarité (Mohamed Salah Kasmi).

### Partis non légalisés
En septembre 2011, 162 partis avaient déposé une demande qui s'est vue rejetée par le ministère de l'Intérieur dont :
- le Parti Assalam, le 12 mars 2011[37] ;
- le Parti sunnite tunisien, le 12 mars 2011[37] ;
- le Parti libre populaire démocratique, le 12 mars 2011[37] ;
- le Parti démocratique libéral tunisien, le 12 mars 2011[37] ;
- le Parti de la liberté et de la dignité, le 14 mars 2011[42] ;
- le Parti de l'unité arabe et islamique, le 14 mars 2011[42] ;
- le Parti de l'unicité et de la réforme, le 14 mars 2011[42].

Un parti, les Démocrates libres (حزب الديمقراطيين الأحرار), refuse de demander un visa car la loi a été rédigée sous le régime de Ben Ali.

## Partis disparus
| Nom                                                                             | Acronyme | Nom original                      | Date de légalisation | Orientation politique    | Dirigeant               | Notes |
| ------------------------------------------------------------------------------- | -------- | --------------------------------- | -------------------- | ------------------------ | ----------------------- | --- |
| Al-Watan                                                                        | AW       | حزب الوطن                         | 4 mars 2011          | Centrisme                | Mohamed Béchir Mhalla   | Scission du RCD, scindé en deux : Al-Watan de Mohamed Béchir Mhalla qui rejoint le Mouvement des destouriens libres et Al Watan Al Horr de Mohamed Jegham qui rejoint l'Initiative nationale destourienne |
| Parti de la liberté et du développement                                         | PLD      | حزب الحرية و التنمية              | 8 mars 2011          | Centrisme                | Badreddine Rabaii       | Rejoint le Mouvement des destouriens libres |
| Parti de la jeunesse pour la révolution et la liberté                           | PJRL     | حزب الشباب للثورة و الحرية        | 14 mars 2011         | Centre droit             | Hamadi Gaâoud           | Aucune activité depuis sa création, semble avoir rejoint le Mouvement des unionistes libres |
| Rencontre réformatrice démocratique (Al Liqaa)                                  | RRD      | اللقاء الإصلاحي الديمقراطي        | 22 mars 2011         | Islamisme Réformisme     | Khaled Traouli          | Rejoint le Congrès pour la République |
| Parti de l'indépendance pour la liberté                                         | PIL      | حزب الإستقلال من أجل الحرية       | 22 avril 2011        | Centrisme                | Mohamed Lamine Kaouache | Scission du RCD, rejoint l'Initiative nationale destourienne |
| Parti des républicains libres                                                   | PRL      | حزب الجمهوريين الأحرار            | 22 avril 2011        | Centre droit             | Nazih Souaï             | Parti mort-né car sans activité depuis sa création |
| Parti de la réforme et du développement                                         | PRD      | حزب الإصلاح و التنمية             | 22 avril 2011        | Centre gauche Réformisme | Mohamed Koumani         | Scission du PDP, met fin à ses activités le 23 mars 2015 |
| Parti de la fidélité pour la Tunisie                                            | PFT      | حزب الوفاء لتونس                  | 28 avril 2011        | Social-démocratie        | Anouar Tahri            | Basé à Meknassy, aucune activité après les élections de 2011 |
| Mouvement réformateur tunisien                                                  | MRT      | الحركة الإصلاحية التونسية         | 2 mai 2011           | Centrisme Réformisme     | Omar S'habou            | Rejoint le Mouvement des destouriens libres, présidé par S'habou puis démis de ses fonctions après avoir intégré Nidaa Tounes                                                                             |
| Parti de la nation culturel et unioniste                                        | PNCU     | حزب الأمة الثقافي الوحدوي         | 19 mai 2011          | Islamisme Panarabisme    | Mohamed Hamdi           | Basé à Sousse, cesse toute activité avec le départ de son représentant Ibrahim Hamdi ; son président présente une liste indépendante aux élections législatives de 2014                                   |
| Parti libre destourien tunisien                                                 | PLDT     | الحزب الحر الدستوري التونسي       | 24 mai 2011          | Centrisme                | Fayçal Triki            | Rejoint le Mouvement des destouriens libres |
| Tunisie moderne                                                                 | LTM      | تونس الحديثة                      | 24 mai 2011          | Centrisme                | Mohamed Amine Limam     | Basé à Ksour Essef, ne s'est jamais manifesté |
| Mouvement pour la Deuxième République                                           | M2R      | حركة الجمهورية الثانية            | 30 mai 2011          | Centre droit             | Tarak Mekki             | Disparaît avec le décès de son fondateur |
| Mouvement tunisien de l'action maghrébine                                       | MTAM     | الحركة التونسية للعمل المغاربي    | 24 mai 2011          | Centrisme Islamisme      | Mohamed Ennouri         | Disparu, son fondateur se présente aux élections de 2014 sur les listes du Mouvement Wafa |
| Parti de la voix de la république                                               | PVR      | حزب صوت الجمهورية                 | 30 mai 2011          | Centre droit             | Abderrazak Cheraït      | Regroupe des personnalités indépendantes et cadres de l'ancien RCD puis disparaît, son fondateur préside une liste indépendante à Tozeur pour les élections de 2014                                       |
| Parti progressiste républicain tunisien                                         | PPRT     | الحزب التقدمي الجمهوري التونسي    | 4 juin 2011          | Gauche                   | Mohamed Boukhari        | Présente une seule liste à Zaghouan en 2011 et ne s'est plus manifesté depuis |
| Union néo-bourguibienne                                                         | UNB      | اتحاد البورقيبية الجديدة          | 19 août 2011         | Centre droit             | Mohsen Feki             | Composé de destouriens et cadres de l'ancien RCD, rejoint le Mouvement des destouriens libres |
| Parti de l'ouverture et de la fidélité                                          | POF      | حزب الانفتاح و الوفاء             | 19 août 2011         | Conservatisme            | Bahri Jelassi           | Met fin à ses activités le 31 août 2015 |
| Parti des avant-gardes                                                          | PAG      | حزب الطلائع                       | 21 septembre 2011    |                          |                         | Son existence s'est limitée à l'annonce de sa création |
| Parti de l'émancipation et de la modernisation pour la prospérité de la Tunisie | PEMPT    | حزب التحرر و التحديث لإزدهار تونس | 21 septembre 2011    |                          |                         | Son existence s'est limitée à l'annonce de sa création |
| Parti de l'Alliance                                                             | PA       | حزب العهد                         | 12 janvier 2012      | Centrisme                |                         | Son existence s'est limitée à l'annonce de sa création |
| Voix de la volonté                                                              | VV       | صوت الإرادة                       | 26 mai 2012          | Centrisme                | Attia Athmouni          | Scission du PDP mais ne s'est jamais manifesté, son fondateur présentant une liste indépendante à Sidi Bouzid pour les élections de 2014                                                                  |